# Intraokularni tlak
Intraokularni tlak je tlak u unutrašnjosti oka na zidove oka. 